# کراس تیمبرز (میزوری)
کراس‌ تیمبرز (به انگلیسی: Cross Timbers) یک شهر در ایالات متحده آمریکا است که در شهرستان هیکوری، میزوری واقع شده‌است. کراس‌ تیمبرز ۱٫۱۷ کیلومتر مربع مساحت و ۲۱۶ نفر جمعیت دارد و ۳۱۵ متر بالاتر از سطح دریا واقع شده‌است.